# Ljudmila Anan'ka
Ljudmila Arkadz'eŭna Anan'ka (in bielorusso Людміла Аркадзьеўна Ананька?; Navahrudak, 18 aprile 1982) è un'ex biatleta bielorussa.
È indicata anche con la variante russa del suo nome, Людмила Ананько   (Ljudmila Anan'ko).

## Biografia
In Coppa del Mondo esordì il 15 gennaio 2003 a Ruhpolding (6ª) e ottenne il primo podio il 13 febbraio successivo a Oslo Holmenkollen (2ª).
In carriera prese parte a due edizioni dei Giochi olimpici invernali, Salt Lake City 2002 (non conclude l'individuale) e Torino 2006 (42ª nella sprint, non conclude l'inseguimento, 4ª nella staffetta), e a quattro dei Campionati mondiali, vincendo una medaglia.

## Palmarès

### Mondiali
- 1 medaglia:
  - 1 bronzo (staffetta[1] a Hochfilzen/Chanty-Mansijsk 2005)

### Mondiali juniores
- 4 medaglie:
  - 1 oro (sprint a Kościelisko 2003)
  - 3 bronzi (inseguimento a Chanty-Mansijsk 2001; sprint a Val Ridanna 2002; individuale a Kościelisko 2003)

### Coppa del Mondo
- Miglior piazzamento in classifica generale: 35ª nel 2007
- 3 podi (tutti a squadre), oltre a quello ottenuto in sede iridata e valido anche ai fini della Coppa del Mondo:
  - 1 secondo posto
  - 2 terzi posti